# Hr.Ms. Banckert (1930)
De Hr.Ms. Banckert was een Nederlandse torpedobootjager van de Admiralenklasse gebouwd door Burgerhout's Machinefabriek en Scheepswerf NV uit Rotterdam. Het schip is vernoemd naar de zeventiende-eeuwse marineofficier Adriaen Banckert.

## De Banckert tijdens de Tweede Wereldoorlog
Tijdens het uitbreken van de Tweede Wereldoorlog was de Banckert gestationeerd in Nederlands-Indië. Begin december 1941 was de Banckert samen met de Piet Hein ingedeeld bij groep 2 van de divisie torpedobootjagers dat in totaal uit 6 torpedobootjagers bestond. Op 16 december 1941 werden de Piet Hein en Banckert samen met de lichte kruisers De Ruyter en de Tromp teruggeroepen uit het oosten van Nederlands-Indië naar het westen van de archipel. Begin februari 1942 werd de Banckert toegevoegd aan de ABDA-vloot.
Op 4 februari werd de ABDA-vloot in de Balizee aangevallen door een zestigtal Japanse bommenwerpers die het voornamelijk gemunt hadden op de Amerikaanse kruiser die dan ook beschadigd raakte door deze actie. Op 15 februari poogde de ABDA-vloot de invasie van Palembang te voorkomen. In de vroeg ochtend van 15 februari liep de van Ghent door een navigatiefout aan de grond, de Banckert assisteerde bij de evacuatie van de bemanning.
Op 24 februari werd de Banckert, liggend in een dok te Soerabaja, getroffen door een bom tijdens een Japanse luchtaanval. Enkele dagen later, op 28 februari werd de Banckert met het dekkanon van de KXVIII onklaar gemaakt om uiteindelijk op 2 maart tot zinken te worden gebracht.
Na de verovering van Nederlands-Indië werd de Banckert door de Japanse strijdkrachten gelicht. De bedoeling was het schip als patrouilleschip 106 in dienst te nemen, maar de reparaties zijn nooit voltooid.

## De Banckert na de Tweede Wereldoorlog
Na de Tweede Wereldoorlog werd het schip teruggevonden, maar niet meer in dienst genomen. Het uiteindelijke lot van de Banckert was te eindigen als doelschip tijdens een schietoefening in de Straat Madoera, september 1949.